# Irenopsis hoheriae
Irenopsis hoheriae är en svampart som beskrevs av Hansf. 1955. Irenopsis hoheriae ingår i släktet Irenopsis och familjen Meliolaceae.   Inga underarter finns listade i Catalogue of Life.